# Birdy (zpěvačka)
Jasmine Lucilla Elizabeth Jennifer van den Bogaerde (* 15. května 1996), známější pod svým uměleckým jménem Birdy, je britská zpěvačka a skladatelka. Jejím debutovým singlem byla coververze skladby "Skinny Love" od americké skupiny Bon Iver, která znamenala její průlom, umístila se v hitparádách po celé Evropě a v Austrálii získala šestkrát cenu platinové desky. Dne 7. listopadu 2011 vyšlo její debutové album Birdy, které pojmenovala po sobě a dostalo se mu podobného úspěchu, umístilo se na prvním místě v Austrálii, Belgii a Nizozemsku. Její druhé studiové album Fire Within vyšlo 23. září 2013 ve Spojeném království a dalších zemích.
V roce 2017 vystoupila Birdy s úspěchem na ostravském festivalu Colours of Ostrava.

## Životopis
Narodila se 15. května 1996 v Lymingtonu v Hampshire. Její matka je koncertní pianistka a Birdy se v sedmi letech začala učit hru na klavír, o rok později se dala do skládání vlastních skladeb. Studovala na Brockenhurst College v Brockenhurstu. Její prastrýc byl herec Sir Dirk Bogarde. Její praprapradědeček byl belgického původu, zbytek jejích předků byli Angličané a Skotové.
Její umělecké jméno pochází z přezdívky, kterou jí rodiče dali, když byla miminko, protože otevírala pusu jako malý ptáček, kterého krmí. Její rodina a přátelé jí říkají Birdy, zatímco pouze učitelé jí říkají jejím pravým jménem, tedy Jasmine.
Několik jejích coververzí písní se objevilo v televizním seriálu Upíří deníky. V roce 2012 nazpívala písničku "Just a Game" k filmu Hunger Games. V červnu 2012 společně se skupinou Mumford & Sons přispěla na soundtrack animovaného filmu Rebelka, za skladbu "Learn Me Right" získala svou první nominaci na cenu Grammy. V roce 2014 nazpívala tři písničky, "Tee Shirt", "Best shot" (s Jaymsem Youngem) a "Not About Angels", pro soundtrack k filmu Hvězdy nám nepřály.

## Ocenění a nominace
| Rok  | Ocenění          | Kategorie                          | Výsledek  |
| ---- | ---------------- | ---------------------------------- | --------- |
| 2014 | 2014 BRIT Awards | Britská ženská sólová umělkyně     | nominace  |
| 2014 | Echo             | Mezinárodní ženská sólová umělkyně | vítězství |

## Diskografie
- Birdy (2011)
- Fire Within (2013)
- Beautiful Lies (2016)
- Young Heart (2021)